# BFC Germania 1888
BFC Germania 1888 – niemiecki klub piłkarski, mający swoją siedzibę w Berlinie. Jest najstarszym klubem w kraju i członkiem Club of Pioneers.

## Historia
Chronologia nazw:
- 1888: BFC Germania
- 1945: klub rozformowano
- 1946: SG Neu-Tempelhof (Sportgemeinschaft Neu-Tempelhof)
- 1949: BFC Germania 1888

Klub piłkarski BFC Germania został założony w Berlinie 15 kwietnia 1888 roku przez 17-letniego Paula Jestrama z braćmi Maxem, Fritzem i Walterem oraz wielu ich kolegów z Liceum Akanischen w czasie, gdy futbol nie był bardzo popularny w Niemczech. Pierwsze mecze rozgrywane były na polach Tempelhof, gdzie później powstało lotnisko o tej samej nazwie. W listopadzie 1890 roku klub razem z innymi zespołami berlińskimi startował w pierwszej edycji ligi BDF (Bund Deutscher Fussballspieler), w której zdobywał przez kolejne dwa sezony mistrzostwa. Tak jak w tamtym czasie w Niemczech nie było innych lig, to można uważać klub za pierwszego mistrza Niemiec w sezonach 1890/91 i 1891/92. W 1892 BDF nie potrafił rozwiązać problemy ligowe i został rozformowany. W 1891 powstał nowy DFuCB (Deutschen Fußball- und Cricket Bund). W sezonie 1892/93 zespół startował w lidze DFuCB, gdzie był drugim. W następnym sezonie powtórzył ten sukces, w 1894/95 zajął trzecie miejsce, a w kolejnych dwóch sezonach był ponownie drugim. W sezonie 1897/99 klub nie brał udziału w żadnych mistrzostwach, a w 1899 dołączył do VDBV (Verband Deutscher Ballspiel Vereine). 28 stycznia 1900 w Lipsku został jednym z 86 członków współzałożycieli DBF (Deutscher Fußball-Bund). Od sezonu 1899/1900 do 1917/18 klub występował w VDBV, gdzie najwyższym osiągnięciem było zajęcie czwartego miejsca w 1899/1900 i 1901/02. Na początku I wojny światowej klub wypadł z czołowej konkurencji piłkarskiej w Berlinie. Potem klub nadal grał na lokalnym poziomie amatorskim.
Po II wojnie światowej okupujące władze alianckie zakazały wszystkim organizacjom w kraju, w tym sportowym i klubom piłkarskim. Zespół został ponownie odrodzony w 1946 roku jako SG Neu-Tempelhof i zagrał w Amateurliga Berlin (II poziom mistrzostw Niemiec) jedynie w sezonie 1948/49, gdzie był w stanie zdobyć tylko jeden punkt w 18 meczach, po czym spadł do niższych lig. W 1949 klub przyjął obecną nazwę BFC Germania 1888.
Obecnie klub gra w niższych klasach piłkarskich lokalnych lig miasta. Od sezonu 1992/93 klub występował w Landesliga Berlin (V poziom mistrzostw Niemiec). W 1994 spadł do VI poziomu, w 1998 do VII poziomu (Berzirksliga Berlin). W sezonach 2001/02 i 2002/03 rywalizował w Landesliga Berlin (VI poziom), a w kolejnych trzech sezonach w Verbandsliga Berlin (V poziom). Przez kolejne trzy sezony klub spadał sukcesywnie do Kreisliga Berlin A (IX poziom). Od sezonu 2010/11 klub występował w Kreisliga B Berlin (X poziom).

## Sukcesy

### Trofea międzynarodowe
Nie uczestniczył w rozgrywkach europejskich (stan na 31-05-2017).

### Trofea krajowe
| \| \| Zdobyte trofea w rozgrywkach Niemiec (stan na: 31-05-2017) \| |                                                            |      |                      |
| Rozgrywki                                                           | Osiągnięcie                                                | Razy | Sezon(y)             |
| · Mistrzostwo                                                       | I miejsce                                                  | 0    |                      |
| · Mistrzostwo                                                       | II miejsce                                                 | 0    |                      |
| · Mistrzostwo                                                       | III miejsce                                                | 0    |                      |
| Puchar                                                              | zdobywca                                                   | 0    |                      |
| Puchar                                                              | finalista                                                  | 0    |                      |
| · II liga                                                           | I miejsce                                                  | 0    |                      |
| · II liga                                                           | II miejsce                                                 | 0    |                      |
| · II liga                                                           | III miejsce                                                | 0    |                      |
| · II liga                                                           | 15.miejsce                                                 | 1    | 1948/49 (gr. Berlin) |
| Niemcy                                                              | Zdobyte trofea w rozgrywkach Niemiec (stan na: 31-05-2017) |      |                      |

- Liga VDB:
  - mistrz (2x): 1890/91, 1891/92 (nie potwierdzone)
- Liga DFuCB:
  - wicemistrz (4x): 1892/93, 1893/94, 1895/96, 1896/97
  - 3.miejsce (1x): 1894/95

## Stadion
Klub rozgrywa swoje mecze domowe na stadionie Sportplatz an der Götzstrasse w Berlinie, który może pomieścić 1000 widzów.